# 越中の稚児舞
越中の稚児舞（えっちゅうのちごまい）は、1982年（昭和57年）1月14日に国の重要無形民俗文化財に指定された、富山県に伝わる以下の3つの地区で行われている稚児舞の総称である。このほか富山県内では、2つの地区でも行われている。

## 越中の稚児舞（重要無形民俗文化財指定）
何れも小学生位の少年4名が奈良時代風の白塗りの厚化粧をして艶麗な装束で舞う典雅で可憐な舞である。舞楽の流れを汲み、曲名も舞楽と共通のものが多いが、曲調や楽器編成は雅楽の傾向から離れ、里神楽に近い。笛や太鼓の素朴で典雅な音色から「かっとんど」・「おひゃえーおっとんど」とも呼ばれる。
- 加茂神社の稚児舞 - 射水市加茂中部 下村加茂神社。保護団体は加茂神社神事伝承会（稚児舞の部）
- 明日の稚児舞 - 黒部市宇奈月町明日 法福寺。保護団体は明日稚児舞保存会
- 熊野神社の稚児舞 - 富山市婦中町中名 熊野神社。保護団体は熊野神社稚児舞保存会

## その他の富山県の稚児舞
- 雄山神社前立社壇の稚児舞 - 中新川郡立山町岩峅寺（いわくらじ） 雄山神社前立社壇。毎年11月3日に行なわれる秋の例大祭で、上記と同様の稚児舞と「立山の舞（巫女舞）」が奉納される。1982年（昭和57年）11月27日に立山町指定文化財（指定名称は民俗芸能）に指定されている。
- 鹿島神社春季祭礼稚児舞 - 下新川郡朝日町宮崎 宮崎鹿島神社。毎年5月3日、4日に稚児舞と称する江戸時代から続く芸能であり、上記と異なり風流系と見られる。少年の「槍おどり」と少女の「扇おどり」（何れも袴を穿かない）があり、少女は紫の一般的な振袖に手甲、脚絆姿に、手には日の丸扇子、頭に花笠を被り、少年は黒の着流しの着物に伊達下がりの繻子奴風となる。豊漁や五穀豊穣、家内安全を願い2日間で約130軒の家庭を回る。1971年（昭和46年）9月14日に朝日町指定無形民俗文化財に指定されている[1]。

これら上記5つの稚児舞は、いずれも2006年（平成18年）に、「とやまの文化財百選（とやまの祭り百選部門）」に選定されている。